# Vicky Piria

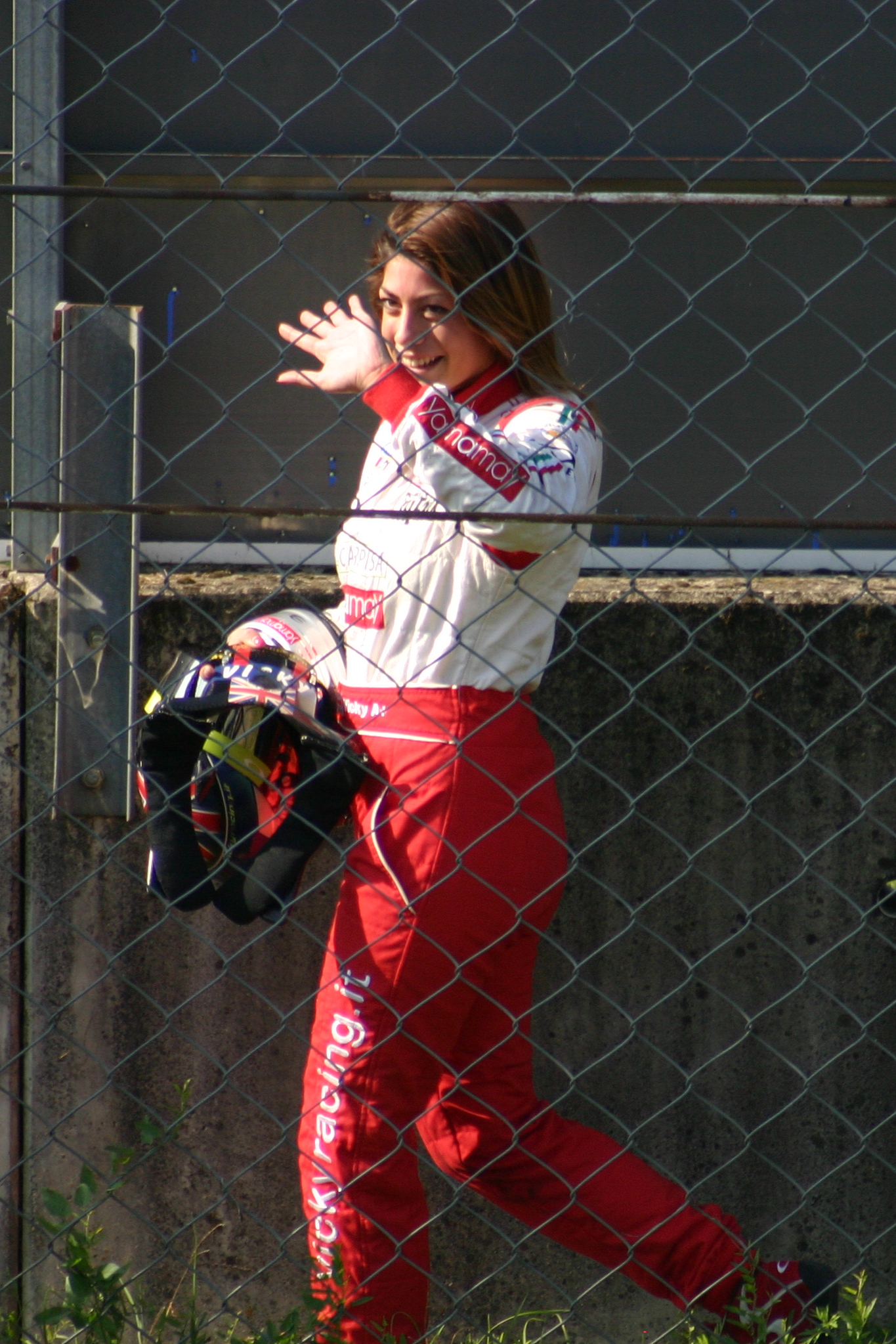
Vicky Piria (2011)

Vittoria „Vicky“ Piria (* 11. November 1993 in Mailand) ist eine italienische Automobilrennfahrerin. Ihr Vater ist Italiener und ihre Mutter ist Britin.

## Karriere
Vicky Piria fing 2003 im Kartsport mit ihrer Motorsportkarriere an. Dort startete sie bis 2008 und wechselte 2009 in den Formelsport.
Ihre ersten Formel-Rennen bestritt sie 2009 mit einem Mygale FB02 in der Formel Lista junior. Sie fuhr in dem Jahr weitere Rennen in der Italienischen Formel Renault 2.0 und für das Team Tomcat Racing in der Italienischen Formel 2000 Light und der Italienischen Formel 2000 Light Winter Trophy. In der Formel 2000 erreichte sie den 19. Platz in der Gesamtwertung.
2010 und 2011 startete sie mit einem Tatuus FA010 in der Italienischen Formel Abarth. Im ersten Jahr fuhr sie dort mit dem Team Tomcat Racing und im zweiten Jahr mit dem Prema Powerteam. In der Saison 2011 erzielte sie mit dem 15. Rang in der Gesamtwertung ihr bestes Ergebnis in der Rennserie. Parallel fuhr sie 2011 in der Europäischen Formel Abarth und wurde 18. Im Gesamtklassement.
Piria ging 2012 für das Team Trident Racing in der GP3-Serie an den Start. Sie war damit neben Carmen Jordá und Alice Powell eine der ersten Frauen, die in dieser Rennserie starteten. Ihr bestes Rennergebnis war der 12. Platz beim Sprint-Rennen in Monaco. Parallel fuhr sie in dem Jahr mit einer Lotus Elise zwei Rennen im UNIQA Lotus Ladies Cup.
2013 startete sie mit einem Dallara F312 in der European F3 Open und belegte zum Saisonende den zehnten Platz. Parallel fuhr sie einige Rennen in der MRF Challenge - Formula 2000 und wurde 14. in der Gesamtwertung.
Im folgenden Jahr ging sie in der US-amerikanischen Formelserie Pro Mazda Championship bei drei Rennen an den Start und belegte in der Gesamtwertung den 26. Rang. In Europa fuhr sie 2014 mit einem Peugeot RCZ in der Italienischen Tourenwagen-Langstreckenmeisterschaft. Nach eine längeren Pause bestritt sie 2018 zwei Rennen im Porsche Carrera Cup Italien.
2019 und 2021 startete Piria in der W Series und belegte zum Saisonende 2019 den neunten Platz. Im folgenden Jahr fuhr sie in der W Series Esports League, da wegen der COVID-19-Pandemie die W Series 2020 abgesagt wurde. In dieser Simracing-Rennserie erreichte sie den 20. Platz in der Gesamtwertung. Im selben Jahr fuhr sie in vier Rennen der Formel Renault Eurocup und erreichte den 21. Platz in der Gesamtwertung.

## Statistik

### Einzelergebnisse in der W Series
| Jahr | 1   | 2   | 3   | 4   | 5   | 6   | 7   | 8   | Punkte | Rang |
| ---- | --- | --- | --- | --- | --- | --- | --- | --- | ------ | ---- |
| 2019 | HOC | ZOL | MIS | NOR | ASS | BRA |     |     | 24     | 9.   |
| 2019 | 15  | 9   | 5   | 12  | 8   | 6   |     |     | 24     | 9.   |
| 2021 | RBR | RBR | SIL | BUD | SPA | ZAN | AUS | AUS | 1      | 19.  |
| 2021 | 17  | 15  | 10  | 16  | 12  | 11  | 14  | 14  | 1      | 19.  |